# Greenham
Greenham ist ein Dorf und Gemeinde in Berkshire, England. Erstmals erwähnt wurde es im Domesday Book als Greneham.
2005 betrug die Einwohnerzahl 937.
Die frühere Militärflugplatz Royal Air Force Station Greenham Common befindet sich östlich von Greenham.